# Jonkershoeve

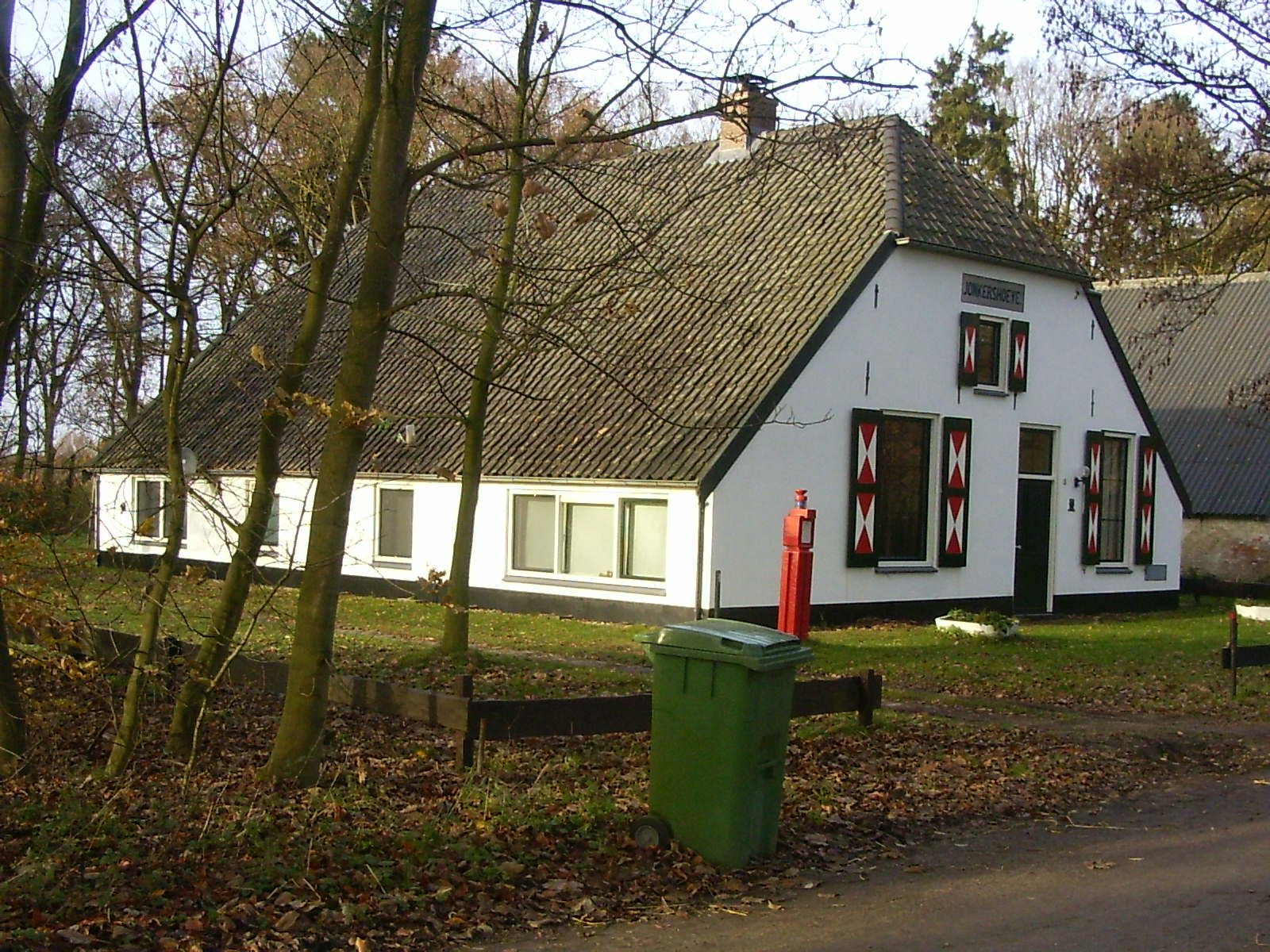
Woonhuis met brandmeldzuil

Jonkershoeve is een boerderij in Renkum met circa 100 hectare grond, met het adres Renkumse Heide 3. De eigenaren van de Jonkershoeve exploiteren een akkerbouwbedrijf en een paardenpension. Golfclub De Heelsumse is aangelegd op gronden die behoren bij de Jonkershoeve. Daarnaast bestaat het bezit uit bossen, boomkwekerijen en enkele woningen.

## Geschiedenis
De Jonkershoeve werd in 1861 gesticht door de jonker G.W. van Brakell in een gebied bestaande uit heide en wat bos.
Tijdens de Tweede Wereldoorlog bood de boerenfamilie-Bal onderdak aan de Joodse kinderen Dina en Bernhard Pinto. Op 23 juli 1943, tijdens de razzia van Wolfheze, vond er een inval plaats in de boerderij. Beide kinderen werden meegenomen door de Duitse bezetter. Hun ouders, die elders ondergedoken zaten, gaven zichzelf aan bij de Sicherheitsdienst in Arnhem na het horen van het nieuws. Het gehele gezin werd drie maanden later vergast in Auschwitz.
Tijdens de Slag om Arnhem vonden luchtlandingen plaats op de nabijgelegen Renkumse heide. De boerderij werd bij gevechten zwaar beschadigd. Na de Tweede Wereldoorlog werd het hoofdgebouw gepacht en opgeknapt door de Amsterdamse brandweer. Na deze restauratie werd het pand een vakantiehuis voor het brandweerpersoneel. In de voortuin kwam als herkenningsteken een brandmeldzuil te staan. De eigenaar van de Jonkerhoeve bouwde in de buurt een nieuw huis.